# Artabotrys insignis
Artabotrys insignis är en kirimojaväxtart som beskrevs av Adolf Engler och Friedrich Ludwig Diels. Artabotrys insignis ingår i släktet Artabotrys och familjen kirimojaväxter.

## Underarter
Arten delas in i följande underarter:
- A. i. concolor
- A. i. insignis